# Georg Ferdinand von Lepel

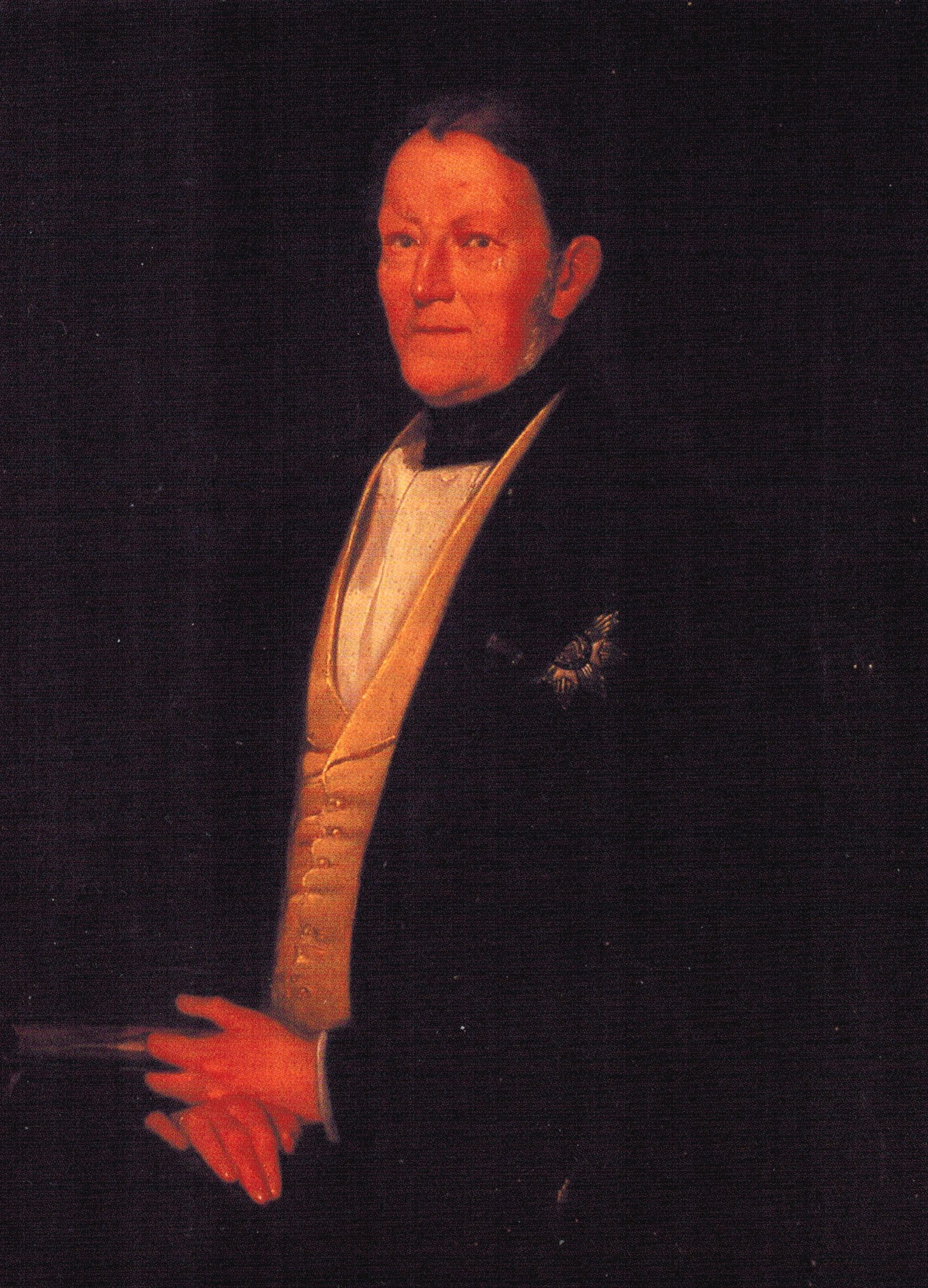
Ferdinand von Lepel

Georg Ferdinand von Lepel (* 27. November 1779 in Spangenberg; † 10. November 1873 in Coburg) war ein deutscher Diplomat und kurhessischer Außenminister von 1836 bis 1839. Sein Rufname war Ferdinand.

## Herkunft
Lepel entstammte dem pommerschen Adelsgeschlecht derer von Lepel. Vater war der kurhessische Divisionsgeneral Generalmajor Gottlieb Christoph Gustav von Lepel (* 1. März 1746; † 23. August 1813), Präsident der Sektion des Kriegswesens im Staatsrat von Kurhessen. Die Mutter war eine geborene Marie Karoline Stiern (1749–1826), Tochter des geheimen Kammerrats Wolrad Stiern.

## Familie
Georg Ferdinand heiratete am 10. Juni 1810 in Wien Christine von Stubenrauch (1781–1812), verwitwete Hille, Tochter des fürstlich hohenlohe-öttingenschen geheimen Rats Johann Michael von Stubenrauch. Nach ihrem Tod ehelichte er am 1. September 1818 in Höchst Susanna von Günderrode (1792–1850), Tochter des hessen-kasselischen Reichstagsgesandten und Geheimen Rats Philipp Maximilian von Günderrode. In dritter Ehe heiratete Lepel am 8. Mai 1865 in Coburg Wilhelmine von Meyern-Hohenberg (1828–1887), Tochter des herzoglich braunschweigischen Majors Leopold von Meyern-Hohenberg und Schwester von Gustav von Meyern-Hohenberg.
Er hatte aus seiner zweiten Ehe vier Söhne und zwei Töchter:
- Karoline Henriette (1820–1899)
- Karl (1821–1901), 1849 Attaché in London für die deutsche Zentralgewalt ⚭ Rosa von Egidy (1832–1916)
- Emil (1824–1870), bayerischer Hauptmann, gestorben bei Orleans an seinen Verwundungen ⚭ 1864 Emilie Freiin von Haynau (1839–1898)
- Wilhelm (1826–1908), Forstkontrolleur ⚭ 1856 Amalie Schwinner (1828–1900)
- Eduard (1829–1875), preußischer Oberstleutnant, herzoglich Sachsen-Coburg-Gothaischer Regierungsrat ⚭ Fanny von Barnard (1838–1907)
- Wilhelmine (1832–1923) ⚭ 1853 Gustav von Steinsdorff (1825–1897), preußischer Generalmajor

## Ausbildung und Karriere
Georg Ferdinand von Lepel besuchte von 1788 bis 1796 das Lyceum Fridericianum in Kassel. Anschließend studierte er Rechtswissenschaften an den Universitäten Marburg und Göttingen.
Der berufliche Einstieg von Lepels erfolgte als Legationssekretär bei der landgräflich-hessen-kasselischen Reichstagsgesandtschaft in Regensburg. 1802 wurde er zum Legationsrat befördert und 1805 Geschäftsträger an der (nun) kurhessischen Gesandtschaft in Wien. Nach dem Untergang des Kurstaates 1806 blieb er dort als Privatgeschäftsträger des abgesetzten Kurfürsten Wilhelm I., der ihn in der Folgezeit mit verschiedenen diplomatischen Missionen betraute.
Nach der Einnahme Kassels durch russische Truppen 1813 beauftragte der Kurfürst Lepel mit den Verhandlungen über die Restitution des Kurstaates. Georg Ferdinand von Lepel begab sich daraufhin in das Große Hauptquartier in Frankfurt am Main, wo er am 2. Dezember 1813 den Akzessionsvertrag für Kurhessen zugunsten seines Landesherren über dessen Rückkehr abschließen konnte. Der Kurfürst ernannte ihn daraufhin zum Geheimen Regierungsrat, und er wurde zweiter kurhessischer Bevollmächtigter auf dem Wiener Kongress, wo er die Bundesakte für Kurhessen unterzeichnete. In den folgenden Jahren erhielt er vom Kurfürsten diplomatische Aufgaben als Gesandter und Außerordentlicher Gesandter an den Höfen in Wien, München, Stuttgart, Darmstadt und am Deutschen Bundestag in Frankfurt am Main übertragen. Dort musste er auf Druck Österreichs 1823 zurückgezogen werden, nachdem er sich an Reformplänen für den Deutschen Bund beteiligt hatte. Als Ersatz bot ihm der Kurfürst das Amt des Präsidenten der Provinzialregierung der Provinz Fulda an, was er jedoch ablehnte. Er ließ sich in den Ruhestand versetzen und blieb als Privatperson in Frankfurt wohnen. Dessen Bürgerrecht hatte er seit 1818, nachdem er in die Familie Günderrode eingeheiratet hatte. Auch wurde er über diese Verbindung Mitglied der Ganerbschaft Alten Limpurg. Weiter wurde er Mitglied der Gesetzgebenden Versammlung des Lutherischen Kirchenvorstandes von Frankfurt.
1830 legte von Lepel einen Verfassungsentwurf für Kurhessen vor, der allerdings bei der Beratung der Kurhessischen Verfassung von 1831 nicht berücksichtigt wurde. 1836 berief ihn der für seinen Vater, Wilhelm II., regierende Kurprinz, Friedrich Wilhelm, als Außenminister nach Kassel zurück. 1837 verwaltete er auch kurzzeitig das Innenministerium. Außenminister blieb er bis 1839, als er das Amt, nach heftigem Streit mit seinem – charakterlich extrem schwierigen und eigenmächtigen – Landesherrn aufgab. Er verließ Kurhessen nun endgültig.
Lepels neues berufliches Tätigkeitsfeld war von 1840 bis 1846 das Herzogtum Sachsen-Coburg-Gotha, wo er als Dirigierender Geheimer Rat Staatsminister wurde. Auf eigenen Wunsch wurde er 1846 pensioniert. Bis 1851 verwaltete er noch das inländische Vermögen der ins Ausland gegangenen Prinzen des Hauses Sachsen-Coburg und Gotha, König Ferdinand II. von Portugal, König Leopold I. von Belgien und Prinzgemahl Albert von Großbritannien. Für letzteren war er zudem Vertreter in allen Coburger Angelegenheiten.
Am 25. September 1854 kaufte Lepel das Schloss Hattenbach in Hessen, übergab es aber mit dem dazugehörigen Gut an seinen Sohn Carl (1821–1901). Sein Enkel Emil verkaufte das Gut dann 1892 an seinen Schwager Robert Patry, Vater des späteren Agrarfunktionärs, NSDAP-Landespolitikers, SS-Brigadeführers und Kriegsverwaltungsbeamten Karl Patry (1898–1958). Danach blieb das Gut bis heute in dieser Familie. Georg Ferdinand von Lepel verbrachte seinen langen Lebensabend in Coburg.